# Gargouilles de l'ancienne église des Cordeliers
Cet ensemble de quinze gargouilles est conservé au musée des Augustins de Toulouse où il est exposé dans le cloître. Elles constituent un ensemble figuratif de style gothique, provenant de l'église des Cordeliers de Toulouse, détruite en 1873. Ces sculptures sont datées de la période de construction de l'édifice, entre le XIIIe et le XIVe siècle.

## De l’église au musée

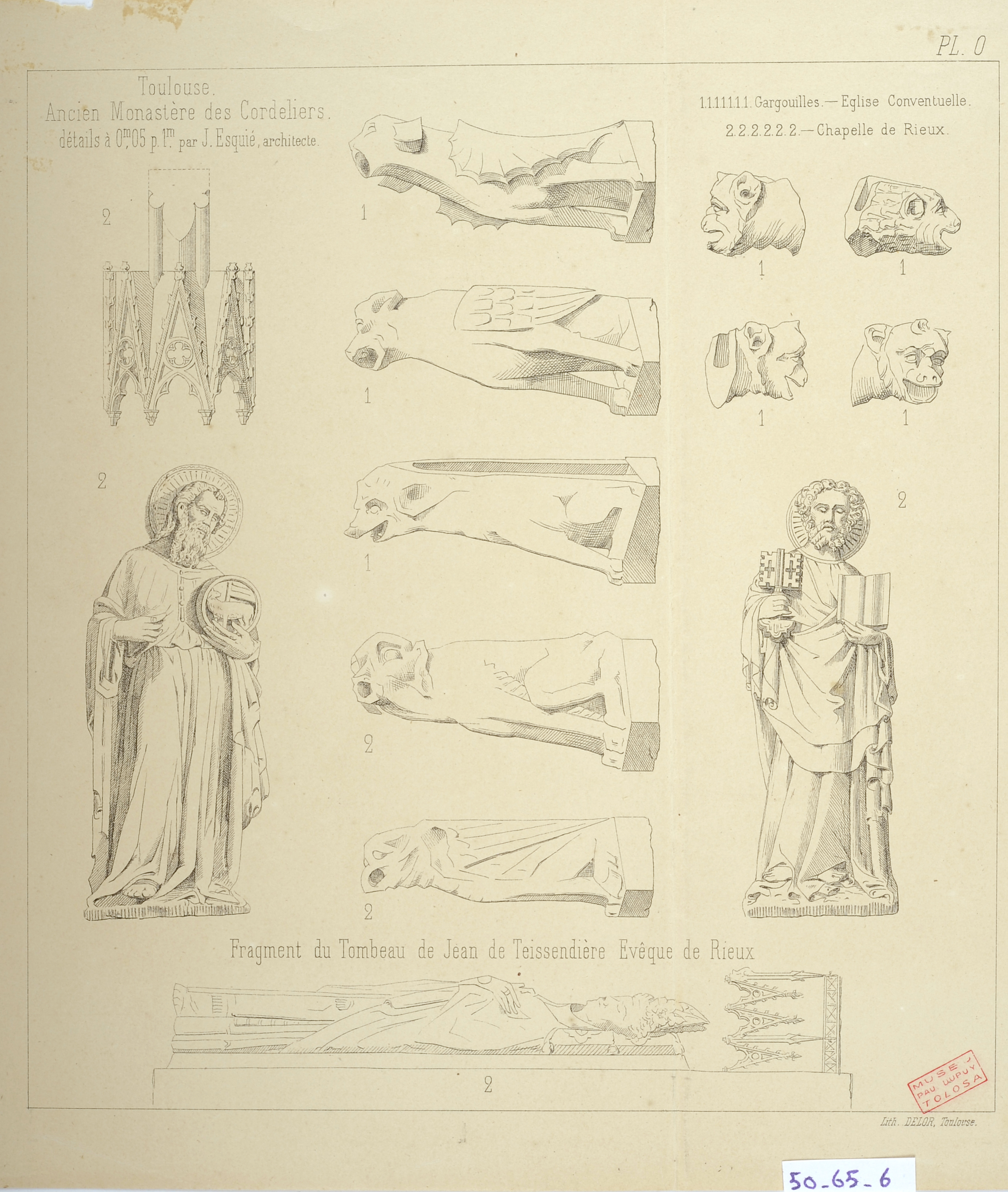
Gravure représentant les gargouilles, conservée au musée Paul-Dupuy de Toulouse.

L’église des Cordeliers a fait l'objet de plusieurs chantiers d'agrandissement, notamment entre 1260 et 1290, et aux environs de 1320, périodes supposées de commande et de fabrication des gargouilles. C'est à la suite de la destruction de l’église en 1873 (faisant elle-même suite à un important incendie en 1871) que les gargouilles ont été extraites de la construction, pour être entreposées dans un terrain dépendant de l'ancienne école des Beaux-Arts de Toulouse. Elles sont entrées dans les collections du musée des Augustins en 1911.
On pouvait initialement compter environ vingt-cinq gargouilles dans l'ornementation de l’église. Cependant, conséquence de destructions ou de récupérations pour des collections privées, seules quinze gargouilles ont pu être collectées pour constituer l'ensemble qui est aujourd'hui exposé dans le cloître du musée des Augustins.

## Description

### Muséographie
Les gargouilles sont disposées dans un alignement régulier le long de l'aile sud du cloître du musée. Elles sont présentées à la verticale, tête vers le haut, et non à l'horizontale comme elles l'étaient quand elles étaient insérées dans la construction. Le visiteur peut ainsi observer à loisir l'envers et l'endroit des sculptures, les contourner, suivant le sens de son parcours dans le musée.

### Technique

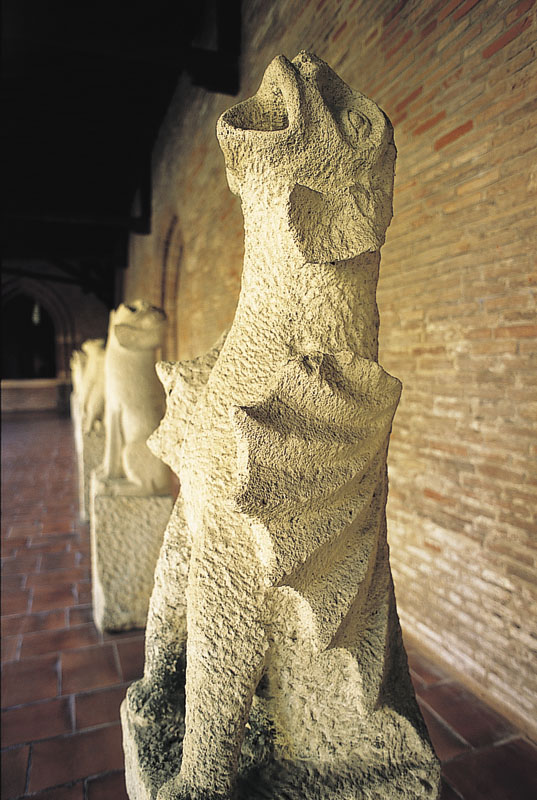
Gargouille représentant un dragon aux ailes membraneuses.

Ces sculptures sont taillées dans des blocs de pierre dure et présentent des dimensions relativement imposantes : elles sont hautes de deux mètres, en incluant les socles qui font partie intégrante des blocs. Ces socles sont pour l'ensemble grossièrement épannelés : ils étaient destinés à être dissimulés par la construction en constituant un contre-poids à la partie apparente de la gargouille. Notons néanmoins que trois gargouilles présentent des socles aux dimensions légèrement inférieures (de l'ordre de 10 à 20 centimètres), ce qui laisse supposer qu'elles étaient destinées à des endroits spécifiques de la construction.
Un chéneau est creusé sur la face normalement tournée vers le ciel de manière à recueillir les eaux des toitures. Il n'avait pas vocation à être recouvert, contrairement à ce que l'on peut constater sur d'autres gargouilles de cette même époque. Elles sont réalisées sans grand détail, ni travail de finition. Celui-ci était inutile du fait de la position des gargouilles dans la construction, très en hauteur. Leur réalisation est relativement simple et suit les canons de l'époque.

### Figuration
Cet ensemble constitue un bestiaire fantastique mêlant un sanglier, cinq fauves (qui peuvent appartenir au registre du merveilleux), deux dragons (l'un représenté avec des ailes membraneuses, l'autre ailé de plumes), un démon, un quadrupède à tête humaine et enfin cinq quadrupèdes à long cou, relativement identiques. Ce sont des animaux chimériques féroces, affublés de griffes et de dents.

## Adéquation avec le contexte artistique de l'époque
L'art gothique de Paris rayonne à travers toute l'Europe, notamment par le biais d'ateliers itinérants issus des milieux parisiens. Ils vont se fixer petit à petit dans les villes. Les XIIIe et XIVe siècles correspondent, dans le sud de la France, à des moments de reconstruction et de rénovation des ensembles architecturaux, notamment des cathédrales. Les cisterciens sont les principaux artisans de l'introduction du gothique dans le Midi. Celui-ci se développe à Toulouse sous sa forme dite méridionale.
Soumise à des campagnes de travaux au cours de cette période, l'église des Cordeliers présentait une belle architecture en brique dans le style gothique méridional, dans laquelle furent introduites des gargouilles conservant la même esthétique.

## Approche stylistique et interprétation possible
À partir d'une analyse proprement stylistique, on peut distinguer deux groupes de gargouilles qui correspondraient à deux ateliers différents.

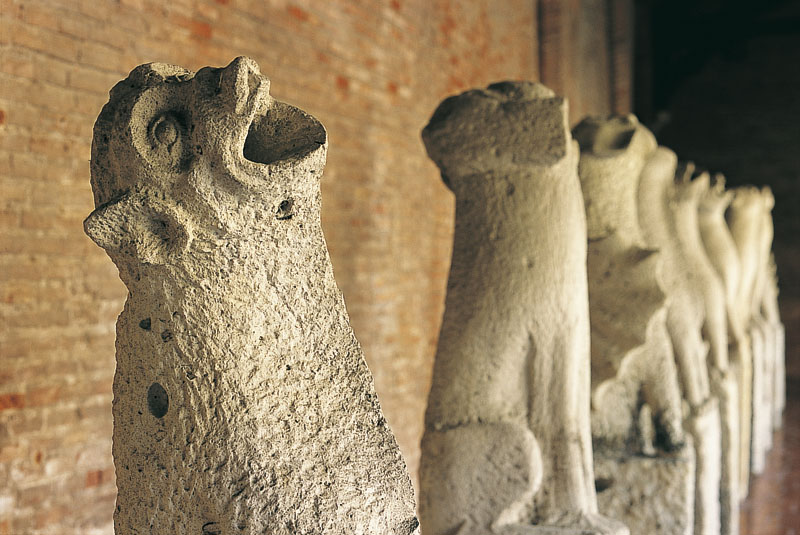
Quadrupède appartenant au premier groupe de gargouilles.

- Le premier groupe de gargouilles est constitué par les cinq quadrupèdes, le démon et le dragon à ailes membraneuses. Elles ont des cous hypertrophiés par rapport à leur corps, de sorte que l'ensemble cou-tête représente plus de la moitié de la partie sculptée. Le travail n'est pas soigné dans le détail : les marques des outils de tailles sont apparentes, les cuisses sont à peine ébauchées par une forme saillante circulaire, et les pattes sont traitées très grossièrement (on ne leur discerne pas de doigts). Les corps de ces sept gargouilles ont un aspect relativement identique si l'on excepte le détail des ailes du dragon et la collerette du démon. Les cinq quadrupèdes sont différenciés au niveau seul de leur oreilles dont les formes varient d'une gargouille à l'autre. Seul l'un d'entre eux arbore une rangée d'écailles sous le cou. Ce groupe de gargouilles pourrait être la production d'un premier atelier et avoir été commandé lors de la campagne de travaux de 1260 à 1290.
- Le second ensemble de gargouilles regroupe pour sa part les cinq fauves, le sanglier et le quadrupède à tête humaine. Ils présentent un aspect plus réaliste, notamment par leur proportions plus naturelles. La pierre est plus lisse et on a l'impression d'un travail plus abouti. Les gargouilles sont taillées plus dans le détail, une attention particulière est portée aux griffes, aux poils et aux dents. Au sein de cet ensemble, on peut distinguer deux gargouilles (des fauves) présentant un travail plus abouti encore. Leur corps est courbé en arc de cercle vers la gauche et les visages sont très soignés. On peut penser qu'elles ont été réalisées par le maître du second atelier[4]. Ce second ensemble aurait été ajouté à l'édifice aux environs de 1320 lors d'un deuxième chantier de construction.
- Le dragon aux ailes de plumes semble distinct de ces deux groupes. Sa tête est semblable à celle des gargouilles du premier groupe et ses pattes sont très schématiques, mais ses proportions sont moins choquantes, la pierre est plus lisse et les ailes sont traitées de manière géométrique, ce qui rejoint l'esthétique du second groupe. Cette gargouille peut être vue comme le reflet d'une transition entre les deux ensembles, bien qu'on la rattache à la première commande.

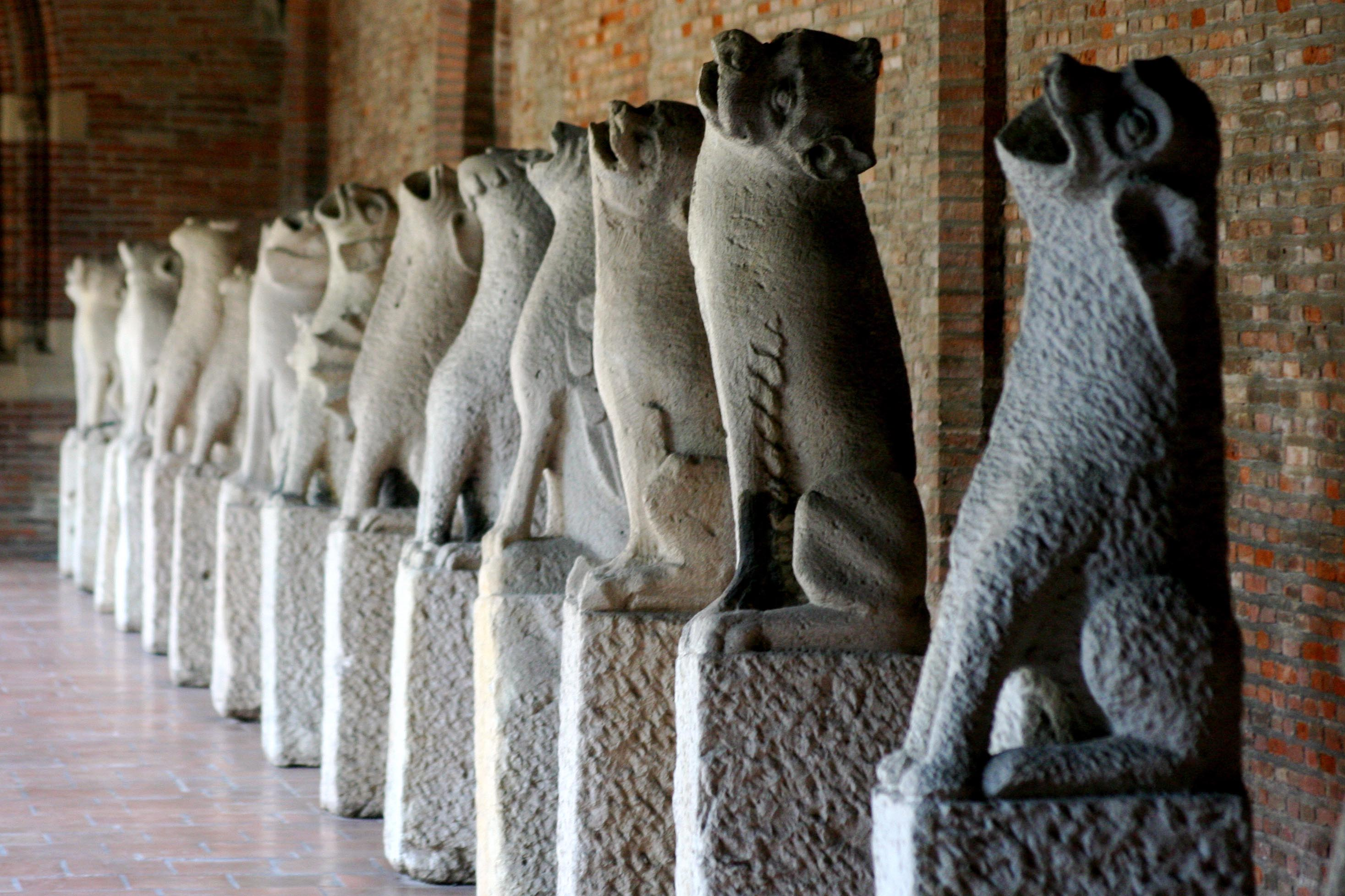
Les gargouilles.